# Барро (Резенде)
Барро (порт. Barrô) — район (фрегезия) в Португалии, входит в округ Визеу. Является составной частью муниципалитета Резенде. По старому административному делению входил в провинцию Дору-Литорал. Входит в экономико-статистический субрегион Тамега, который входит в Северный регион. Население составляет 1035 человек на 2001 год. Занимает площадь 10,23 км².